# گونزالو لاما
 گونزالو لاما (انگلیسی: Gonzalo Lama؛ زاده ۲۷ آوریل ۱۹۹۳) یک تنیس‌باز اهل شیلی است. وی با پیروزی در مقابل راجر فدرر قهرمان مسابقات تنیس ۲۰۰۷ شد.